# リメンバー・ミー (2000年の映画)
『リメンバー・ミー』（原題：동감（→同感））は、2000年公開の韓国映画。日本では2001年10月に公開された。
2001年に日本で、2003年に香港で、2022年に韓国でそれぞれリメイクされた。

## キャスト
※括弧内は日本語吹替。
- ユン・ソウン：キム・ハヌル（高橋理恵子）
- チ・イン：ユ・ジテ（桐本琢也）
- ソ・ヒョンジ：ハ・ジウォン（浅野まゆみ）
- チ・トンヒ：パク・ヨンウ（石田彰）
- ホ・ソンミ：キム・ミンジュ（松谷彼哉）

- 日本語吹替版その他：佐々木睦、多田野曜平、平川大輔、中國卓郎、田中結子、戸田真衣子

- 日本語ふき版制作スタッフ 演出：多部博之、翻訳：瀬尾友子、制作：コスモプロモーション

## スタッフ
- 監督 - キム・ジョングォン
- 企画 - イ・ドンゴン、イム・テギュン
- 製作総指揮 - イム・ドンムン
- 脚本 - チャン・ジン、ホ・イナ
- 撮影 - チョン・グァンソク
- 編集 - キョン・ミンホ
- 音楽 - イ・ウッキョン
- 照明 - シン・ハクソン
- 録音 - ハン・チョルヒ

## 備考
- 作中にて登場する新羅大学校は同名校が実在するが、ロケが行われたのは大邱の啓明大学校であり、映画のオリジナルである。

## 日本版
『時の香り リメンバー・ミー』は2001年11月24日に公開された日本映画。監督は山川直人。オリジナルの『リメンバー・ミー』で主演したキム・ハヌルが特別出演している。

### キャスト
- 石川百合：吹石一恵
- 香取優二：斎藤工
- 井上美樹：北川弘美
- 香取武史：山中聡
- 玉木先生：田中要次
- 山田先生：野沢トオル
- 田代幸子：武藤美幸
- 警備員：螢雪次朗
- 百合の父：三原康可
- 木村麻子：郡司奈未香
- アベック：キム・ハヌル、呉徳周
- 星野兼人：白井竜一
- 赤木教頭：雪絵れな

### スタッフ
- 監督 - 山川直人
- 製作・脚本 - 吉田啓
- プロデューサー - 八木欣也、北田由利子
- 協力プロデューサー - ジョナサン・キム
- 原案 - チャン・ジン、ホ・イナ、キム・ジョングォン
- 撮影 - 佐藤和人
- 美術 - 酒井譲
- 編集 - 矢船陽介
- 音楽 - 伊東正美
- 主題歌 - 優恵「海とりんご」
- 照明 - 大坂章夫
- 製作担当 - 渥美勝明
- 助監督 - 小林宏治
- 録音 - 三澤武徳
- 整音 - 得居正昭
- 効果 - 北田雅也
- スタイリスト - 佐高美智代、青田尚子
- スチール - ジェフ・ジョンソン

## 2022年版
『同感〜時が交差する初恋〜』（どうかん ときがこうさするはつこい、原題：동감）は2022年の韓国映画。2000年の韓国映画『リメンバー・ミー』のリメイクで、時代設定を新たにしてオリジナルとは男女の設定が逆転している。

### キャスト
- キム・ヨン：ヨ・ジング
- キム・ムニ：チョ・イヒョン
- ソ・ハンソル：キム・ヘユン
- オ・ヨンジ：ナ・イヌ
- キム・ウンソン：ペ・イニョク
- ：ユ・ジェミョン

### スタッフ
- 監督・脚本 - ソ・ウニョン
- 製作 - イ・ジョンウン
- 共同製作 - イ・ドングォン
- 撮影 - チョン・ギウク
- 美術 - チュン・スア
- 音楽 - キム・ホンジプ、イ・ジンヒ
- 照明 - キム・テフン
- 編集 - キム・ヒョンジュ
- 衣裳デザイン - コ・ヒジョン